# 10446 Сігбан
10446 Сігбан (10446 Siegbahn) — астероїд головного поясу, відкритий 16 жовтня 1977 року.
Тіссеранів параметр щодо Юпітера — 3,630.
Названо на честь Кая Сігбана (швед. Kai Manne Börje Siegbahn, 1918-2007) - шведського фізика, лауреата Нобелівської премії з фізики в 1981 р.